# Sagicor South East United
Il Sagicor South East United è una società calcistica dominicense con sede nella città di La Plaine. Il club milita nella Dominica Premiere League, la massima serie del calcio dominicense.
Il club ha vinto il massimo campionato nazionale nella stagione 2006-2007.

## Palmarès

### Competizioni nazionali
- Dominica Premiere League: 3

2007, 2018-2019, 2020